# 1675 Simonida
Az 1675 Simonida (ideiglenes jelöléssel 1938 FB) a Naprendszer kisbolygóövében található aszteroida. Milorad B. Protić fedezte fel 1938. március 20-án.